# Cluny le Fléau

Cluny le Fléau (titre original : Redwall) est le premier tome de la série Rougemuraille de Brian Jacques. Publié en 1986, il fut traduit en français et découpé en trois tomes : Le Seigneur de la guerre, L'Épée légendaire et La Vipère géante.
Dans l'ordre chronologique de l'histoire, il est précédé par Salamandastron et suivi par Mattiméo.
Matthieu, un souriceau novice de l'abbaye de Rougemuraille, part à la recherche de l'épée de Martin pour bouter le sanguinaire rat borgne Cluny le Fléau et sa bande de vermines.